# Szongnam
Szongnam (Seongnam) (hangul: 성남시, Szongnam-si, handzsa: 城南市, RR: Seongnam-si) Dél-Korea Kjonggi (Gyeonggi) tartományának egyik városa, a 11. legnépesebb település volt Dél-Koreában 2014-ben. Szöultól 26 km-re délkeletre helyezkedik el, a fővárosból megközelíthető a 8-as metróval, a Sinbundang vonallal, valamint a Pundang (Bundang) vonallal.

## Közigazgatása
| Szongnam (Seongnam) kerületei | Szongnam (Seongnam) kerületei | Szongnam (Seongnam) kerületei | Szongnam (Seongnam) kerületei | Szongnam (Seongnam) kerületei | Szongnam (Seongnam) kerületei |
| ----------------------------- | ----------------------------- | ----------------------------- | ----------------------------- | ----------------------------- | ----------------------------- |
|                               |                               |                               |                               |                               |                               |
| Kerület                       | Hangul                        | Handzsa (Hanja)               | Tongok (Dongok)               | Terület (km²)                 | Népesség (2015)               |
| Szudzsong-ku (Sujeong-gu)     | 수정구                        | 壽井區                        | 17                            | 45,99                         | 225 967                       |
| Csungvon-ku (Jungwon-gu)      | 중원구                        | 中院區                        | 11                            | 26, 38                        | 244 451                       |
| Pundang-ku (Bundang-gu)       | 분당구                        | 盆唐區                        | 22                            | 69,35                         | 478 339                       |

## Turizmus
Közel található az UNESCO Világörökség részévé nyilvánított Namhanszanszong (Namhansanseong) erőd, a Manggjongam (망경암, Manggyeongam) és a Pongguksza (봉국사, Bongguksa) templomok.